# Lawrence Okoye
Lawrence Okoye (ur. 6 października 1991 w Croydon) – brytyjski lekkoatleta, dyskobol, od kwietnia 2013 zawodnik występującego w National Football League zespołu San Francisco 49ers.
Przed rozpoczęciem kariery lekkoatletycznej uprawiał rugby. W 2011 został mistrzem Europy do lat 23. Był finalistą mistrzostw Europy w Helsinkach i igrzysk olimpijskich w Londynie (2012).
Medalista mistrzostw kraju w kategorii juniorów oraz młodzieżowców.
Rekord życiowy: 70,76 (13 kwietnia 2025, Ramona w stanie Oklahoma), wynik ten jest rekordem Wielkiej Brytanii.
W kwietniu 2013 roku podpisał kontrakt jako wolny agent z San Francisco 49ers, mimo iż nigdy nie grał w futbol. Będzie występował w formacji defensywnej na pozycji defensive end.

## Osiągnięcia
| Rok  | Impreza                                 | Miejsce    | Pozycja           | Wynik | Reprezentacja |
| ---- | --------------------------------------- | ---------- | ----------------- | ----- | ------------- |
| 2010 | Mistrzostwa świata juniorów             | Moncton    | 6. miejsce        | 59,77 | GBR           |
| 2011 | Młodzieżowe mistrzostwa Europy          | Ostrawa    | 1. miejsce        | 60,70 | GBR           |
| 2012 | Mistrzostwa Europy                      | Helsinki   | 11. miejsce       | 60,09 | GBR           |
| 2012 | Igrzyska olimpijskie                    | Londyn     | 12. miejsce       | 61,03 | GBR           |
| 2021 | Igrzyska olimpijskie                    | Tokio      | el. –             | NM    | GBR           |
| 2022 | Mistrzostwa świata                      | Eugene     | el. – 13. miejsce | 63,57 | GBR           |
| 2022 | Igrzyska Wspólnoty Narodów              | Birmingham | 2. miejsce        | 64,99 | ENG           |
| 2022 | Mistrzostwa Europy                      | Monachium  | 3. miejsce        | 67,15 | GBR           |
| 2023 | Puchar Europy w rzutach                 | Leiria     | 10. miejsce       | 59,84 | GBR           |
| 2023 | I dywizja drużynowych mistrzostw Europy | Chorzów    | 5. miejsce        | 60,93 | GBR           |
| 2023 | Mistrzostwa świata                      | Budapeszt  | el. – 13. miejsce | 63,66 | GBR           |
| 2024 | Mistrzostwa Europy                      | Rzym       | 8. miejsce        | 63,48 | GBR           |
| 2024 | Igrzyska olimpijskie                    | Paryż      | el. – 24. miejsce | 61,17 | GBR           |
| 2025 | I dywizja drużynowych mistrzostw Europy | Madryt     | 3. miejsce        | 65,83 | GBR           |